# Nashville (Film)
Nashville ist ein Episodenfilm aus dem Jahr 1975 über die US-amerikanische Country-Musik-Szene Mitte der 1970er Jahre, gedreht unter der Regie von Robert Altman.

## Handlung
Der Film handelt von unterschiedlichen Personen, die alle in irgendeiner Form mit der Stadt Nashville in Tennessee verbunden sind. Er erzählt von den Schicksalen der Protagonisten und von ihren Träumen, die sie um das Jahr 1976 hatten. Nashville ist eine Metropole der Country- und Westernmusik sowie des Bluegrass und anderer Stilrichtungen aus dem Bereich der Folkmusik. So treffen in dem Ort Country-Stars und jene, die es noch werden wollen, aufeinander. Zentrale Figuren sind unter anderem der Superstar Haven Hamilton und die beliebte Sängerin Barbara Jean, die das große Vorbild für Sueleen Gay ist. Gay möchte ebenfalls eine berühmte Country-Sängerin werden, dabei besitzt sie kein wirkliches musikalisches Talent. Die Geschichten spielen sich im Umfeld der Vorbereitung auf ein großes Konzert ab, das anlässlich der 200-Jahr-Feier der USA in Nashville stattfinden soll. Gleichzeitig ist es auch Teil einer Kampagne zur 
Präsidentschaftswahl.
Zum Personal des Films gehören ein Plattenmagnat, Musikjournalisten sowie weitere Nebenfiguren, die versuchen, innerhalb der Country-Musik-Szene Fuß zu fassen. Musikalische Auftritte, kleinere Konzerte oder Empfänge bündeln die stark episodische Handlung, die sich an den einzelnen Figuren orientiert. Der Blick von außen wird dabei durch die von Geraldine Chaplin gespielte britische Journalistin repräsentiert, auch wenn sie später in die Ereignisse hineingezogen wird.
Der Film endet mit einem Galakonzert, das kurzzeitig unterbrochen wird, als Kenny Fraiser eine Waffe aus seinem Geigenkasten holt und beginnt, auf die Bühne zu schießen, wodurch Barbara Jean schwer verletzt wird. Haven versucht die Menge zu beruhigen und sagt – in Anspielung auf den Kennedy-Mord: „This isn't Dallas“. Zum Schluss singt Winifred It Don't Worry Me, begleitet von Linneas Gospelchor.

## Hintergrund
Der Film bietet eine Art Handlungsrahmen, in dem rund 24 Personen aufeinandertreffen oder deren Wege sich zufällig kreuzen. Barbara Jean, ein aufsteigender Star am Countryhimmel, Haven Hamilton, ein politisch ambitionierter Altstar der Country-Musik, und Connie White bieten sich einen Wettstreit um den Titel für die Auszeichnung als bester Countrysänger. Die einzelnen Figuren durchleben dabei beiläufige Liebesaffären, knüpfen geschäftliche Kontakte, ergehen sich in Starallüren oder hängen ihren unerfüllten Träumen nach. Doch allen gemeinsam ist der Wunsch, eine wichtige Rolle in der Musikszene Nashvilles zu spielen. Der Film mutet durch die lose Handlungsverknüpfung eher wie ein Dokumentarfilm über die Country-Musik-Metropole an, was durch die Berichterstattung der fiktiven Reporterin der BBC verstärkt wird. Altman zeigt in seinem Film schonungslos die Mechanismen der nur auf Kommerz ausgerichteten Musikindustrie in der Zeit der 1970er Jahre.
In der Stadt Nashville war der Aufschwung des Nashville Sound Anfang der 1970er Jahre beendet und wurde langsam von Country Pop abgelöst. Auch dieser Konflikt wird im Film dargestellt in der Person von Haven Hamilton, der für den älteren Stil steht.
Die Produktionskosten betrugen laut Angaben in der Internet Movie Database ungefähr zwei Millionen US-Dollar.
Bei der Musikvertonung und dem Umgang mit Dialogen war Robert Altman den Regisseuren seiner Zeit voraus, indem er 24-Kanal Aufnahmetechnik für die Dialog-, Atmo- und Tonspuren des Films nutzte und auf diese Weise eine einzigartige Atmosphäre kreierte.

## Soundtrack
Im Film wurden aus Kostengründen keine bekannten Songs verwendet. Später sehr populär wurde der von Keith Carradine gesungene Titel I’m Easy, den er auch selbst geschrieben hat.

## Auszeichnungen
- 1976: Oscar für den Besten Song, I’m Easy von Keith Carradine.
- 1976: Golden Globe für den Besten Song
- 1976: BAFTA Award für den Besten Soundtrack (William A. Sawyer, Chris McLaughlin, Richard Portman und James E. Webb)

Außerdem nominiert:
- 1976: Oscar für den Besten Film, für den Besten Regisseur und für die Beste Nebendarstellerin: Ronee Blakley und Lily Tomlin.
- 1976: Golden Globe für die Beste Regie, für die Beste Nebenrolle männlich / weiblich (mehrmals) und für den Besten Soundtrack.
- 1992: Aufnahme in das National Film Registry

## Kritik
„Ein faszinierendes und außerordentlich komplexes Porträt der USA, das Politik, Privatleben und Unterhaltungsindustrie als Bestandteile einer manipulierten Konsumwelt demaskiert.“